# NGC 4391
NGC 4391 (również PGC 40500 lub UGC 7511) – galaktyka soczewkowata (SA0-?), znajdująca się w gwiazdozbiorze Smoka. Odkrył ją William Herschel 20 marca 1790 roku.